# Сражение при Морова-Иван
Сражение при Морова-Иван — сражение второго этапа итало-греческой войны 1940—1941 годов и первая операция греческого контрнаступления, произошедшее 13—22 ноября 1940 года после отражения итальянского вторжения. Результатом сражения стало занятие горных массивов Мо́рова (или Морава)-Иван, а затем третьего по населению албанского города Корча. Начало продвижения греческой армии вглубь территории Северного Эпира от 30 до 80 километров.

## Предыстория
28 октября 1940 года посол Италии в Афинах, Граци, Эммануэле, вручил лично греческому премьер-министру, генералу Метаксасу, ультиматум, в котором Италия «требовала, поскольку война против Британии продолжалась, предоставить ей стратегические пункты в Греции и свободный проход к ним итальянской армии, с греко-албанской границы».
После получения отрицательного ответа, означавшего для Греции вступление в войну, и впоследствии ставшего в Греции праздником (дня «Нет»), итальянские вооружённые силы вторглись на рассвете в Грециию, с территории Албании.
Впоследствии Граци писал, что это было «детским подражанием тому, что было сделано Германией при вторжении в Данию и Норвегию».
Несмотря на численный перевес, итальянское вторжение было отражено в сражениях первого этапа войны, на греческой территории (28.10.1940-13.11.1940 Сражение на Пинде и Сражение при Элеа-Каламас).
Победы греческой армии вызвали большой резонанс, поскольку на тот момент силы Оси господствовали в Европе, только Британия и Греция продолжали сражаться, в то время как с августа 1939 года оставался в силе Договор о ненападении между Германией и Советским Союзом. Победы греческой армии были первыми победами антифашистской коалиции во Второй мировой войне.
13 ноября, после полного провала своих планов, итальянское командование перешло к обороне, в то время как греческие силы были готовы предпринять наступательные действия, перемещая театр военных действий на север, на территорию Албании.

## Наступление

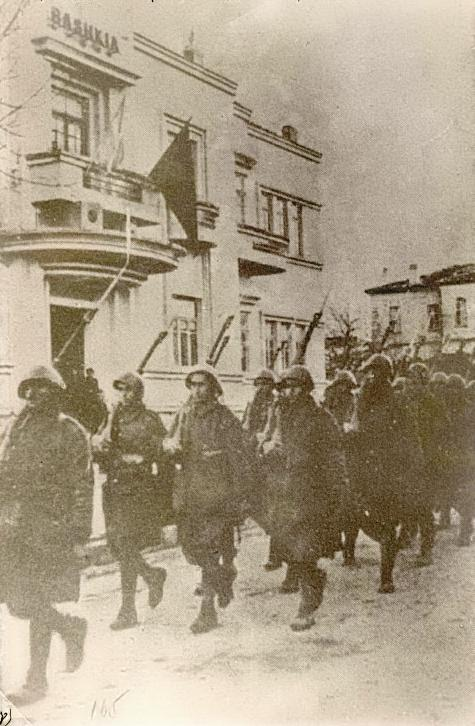
Части греческой армии вступают в Корчу, после победного исхода боя.

На 14 ноября 1940 года соотношение сил на греко-итальянском фронте было 10 итальянских дивизий против 7 греческих, при полном перевесе итальянских частей в огневой поддержке от 65 % до 100 % (По другим данным греческие силы насчитывали 8 пехотных дивизий, 2 отдельные пехотные бригады и 1 кавалерийскую дивизию). При этом соотношение сил в воздухе с начала войны было 392 итальянских самолёта против 115 греческих.
Греческий генеральный штаб поставил себе целью занятие стратегических позиций на высотах Морова-Иван, которые прикрывали транспортный узел около города Корча, третьего тогда по населению города Албании. Вокруг Корчи заняли позиции 6 итальянских дивизий.
Наступление началось силами 3-го корпуса армии, которым командовал генерал Цолакоглу, впоследствии греческий квислинг.
Итальянские части оказали упорное сопротивления и бои продолжились до 21 ноября. Одновременно 2-й корпус армии, действуя с юга, развивал наступление вдоль реки Аоос, через горы Граммос и вошёл в приграничный албанский регион Эрсека.
С 18 ноября греческие части сумели во многих местах прорвать итальянскую линию обороны, в результате чего после жестоких боёв 21 ноября горные массивы Морова-Иван были заняты. На следующий день первый батальон 9-й дивизии вошёл в город Корча, оставленный итальянцами незадолго до этого.
Взятие Корчи и других городов Северного Эпира вызвало взрыв энтузиазма в Греции, тем более, что для греков Северный Эпир был греческой землёй, с греческим населением, освобождённой греческой армией от турок в 1913 году, но оставшейся вне пределов греческого государства, как писал Rene Puaux, по вине «витающих в облаках итальянских империалистов».

## Результат сражения
Более 1.000 итальянских солдат были взяты в плен в ходе сражения. Наступление было продолжено в последующие дни. Греческая армия, наступая и уверенно продвигаясь на территории Северного Эпира, 6 декабря вошла в порт Агии Саранта и двумя днями позже в Аргирокастро.
Результаты сражения Морава-Иван и развивающееся греческое наступление на Поградец (26.11.1940-10.12.1940) привели к тому, как следует из дневников Чиано, Галеаццо, что 4 декабря Муссолини был готов просить перемирия.